# 吉米·切里齊耶
吉米·切里齊耶（法語：Jimmy Chérizier，發音：[dʒimi ʃeʁizje]；1977年3月30日—），綽號「燒烤」（法語：Barbecue），是海地幫派G9幫的頭目，G9幫是首都太子港9個黑幫組成的聯盟，他被認為是目前海地最有影響力的幫派頭目之一，也被指對太子港多次大規模屠殺負有責任。他也被外界視為海地最大的軍閥。
他的綽號「燒烤」有兩個來源，一說是他母親為烤雞小販，一說是他對平民放火屠殺。
切里齊耶在成為幫派頭目之前是海地國家警察的一名警官。
之后，切里齊耶領導G9，這是一個自稱為由九個幫派組成的聯盟。2020年6月10日，也就是2020年5月大屠殺之後不久，切里齊耶在YouTube視頻中正式宣布G9的成立。G9被描述為是在太子港一帶爭奪霸權的大約95個幫派之一。據信，其據點是西部戴尔马區，截至2021年7月，它控制了馬蒂桑、迪厄村、格蘭德峽谷、貝萊爾、太陽城、迪曼奇堡和太子港的許多其他地區。使G9能夠控制太子港的中心以及通往其大都市區的北部和南部接入點，從而使G9能夠按照自己的意願將太子港與海地其他地區隔離開來。
G9也被指多次對太子港的居民進行屠殺，人權組織和受害者描述了G9的策略，包括隨機殺害平民、系統強姦、搶劫和焚燒村莊、綁架和肢解。
G9曾一度被描述為與莫伊茲總統關係密切，只要他們維持街頭秩序，就不會受到起訴。在調查2020-21年貝萊爾大屠殺和2021年太陽城大屠殺時，報告說，海地國家警察在未接到上級命令後沒有干預大屠殺，也沒有就證人證詞提交任何警方報告，司法當局聲稱沒有收到任何大屠殺受害者的投訴。人權組織還表示，他們收到了有關使用警察設備進行大屠殺的報告。
據報導，他在2021年5月12日與敵對幫派槍戰中受傷。
在總統莫伊茲被刺殺前的幾週內，聯合國將海地的幫派暴力描述為“前所未有的水平”，幫派暴力已導致數千人從太子港大規模流亡。2021年6月23日，切里齊耶發表聲明，宣布G9將領導一場針對海地商界和政治精英的武裝革命，並將G9描述為填補政府軟弱留下的空白，以及“將海地從反對派、政府和資產階級手中解救出來。”他向被團伙成員包圍的當地媒體發表了這一聲明，該聲明被發佈在YouTube上；並在莫伊茲暗殺前一周公開要求他辭職，呼籲進行“全國對話”以重新定義國家。然而在莫伊茲刺殺案發生之後，切里齊耶公開哀悼他，包括帶領1,000多名示威者呼籲對肇事者伸張正義。
2024年3月，切里齊耶組織騷亂，導致3000多名危險罪犯從海地最大的兩所監獄逃脫，並殺死了大約十幾人。同時對海地共和國銀行和杜桑·卢维杜尔国际机场進行攻擊，目的是阻止正在訪問肯亞的總理阿里埃爾·亨利回國。

## 作為警察的早期生活和職業生涯
切里齊耶在成為幫派頭目之前是海地國家警察的一名警官，隸屬於 Unité Départementale pour le Maintien de l'Ordre（UDMO，譯為“維持秩序單位”），這是海地國家警察內的一個特殊單位。在擔任警察期間，他被指控進行了2018年的拉賽林大屠殺，其中至少71人被殺，400多所房屋被燒毀，他因此在2020年受到美國的製裁。他與兩名海地政府高級官員一起受到製裁，據稱他們為大屠殺提供了警察設備、槍支和車輛。一些海地人還聲稱，當時的總統若弗内尔·莫伊茲應對殺戮負責，因他利用切里齊耶的團伙鎮壓持不同政見者。

## 制裁
2020年12月10日，美國財政部對切里齊耶和兩名海地政府高級官員實施制裁，他們涉嫌提供警察裝備、槍支和車輛以屠殺海地人民。
2022年10月21日，聯合國安全理事會一致對海地實施五年來首次製裁（第2653號決議），對吉米·切里齊耶和新指定的其他個人或實體實施為期一年的旅行禁令、資產凍結和武器禁運。成立安理會制裁委員會。

## 暱稱
切里齊耶否認他的綽號「Babekyou」（或「燒烤」Barbecue）來自於他縱火的指控。相反地，他說這是因為他的母親曾經是一名炸雞街頭小販。

## 外部連結
- 聯合國安全理事會第2653號決議